# William FitzRoy, viscount Ipswich
William Henry Alfred FitzRoy, Viscount Ipswich, född den 24 juli 1884 i London, död den 23 april 1918 (omkommen i en flygplanskrasch nära Calne), var en brittisk adelsman och militär.
William FitzRoy gjorde en militär karriär först inom Coldstream Guards och senare, under första världskriget, inom Royal Air Force där han sårades och senare även omkom.
FitzRoy var son till Alfred FitzRoy, 8:e hertig av Grafton, och skulle, om det inte varit för hans tidiga bortgång, ha efterträtt fadern som 9:e hertig av Grafton. Han gifte sig 1913 med Auriol Margaretta Brougham (1891-1938), dotter till major James Brougham. Paret fick följande barn:
- John FitzRoy, 9:e hertig av Grafton (1914-1936), omkom i en racerbilskrasch
- Lady Margaret Jane FitzRoy (1916-1997), gift med Sir Eustace John Blois Nelson, generalmajor
- Lady Mary Rose FitzRoy (född 1918) , gift med Francis Trelawny Williams (skilda 1952)

FitzRoys änka gifte 1929 om sig med kapten George Robert Hume-Gore.